# Paraje

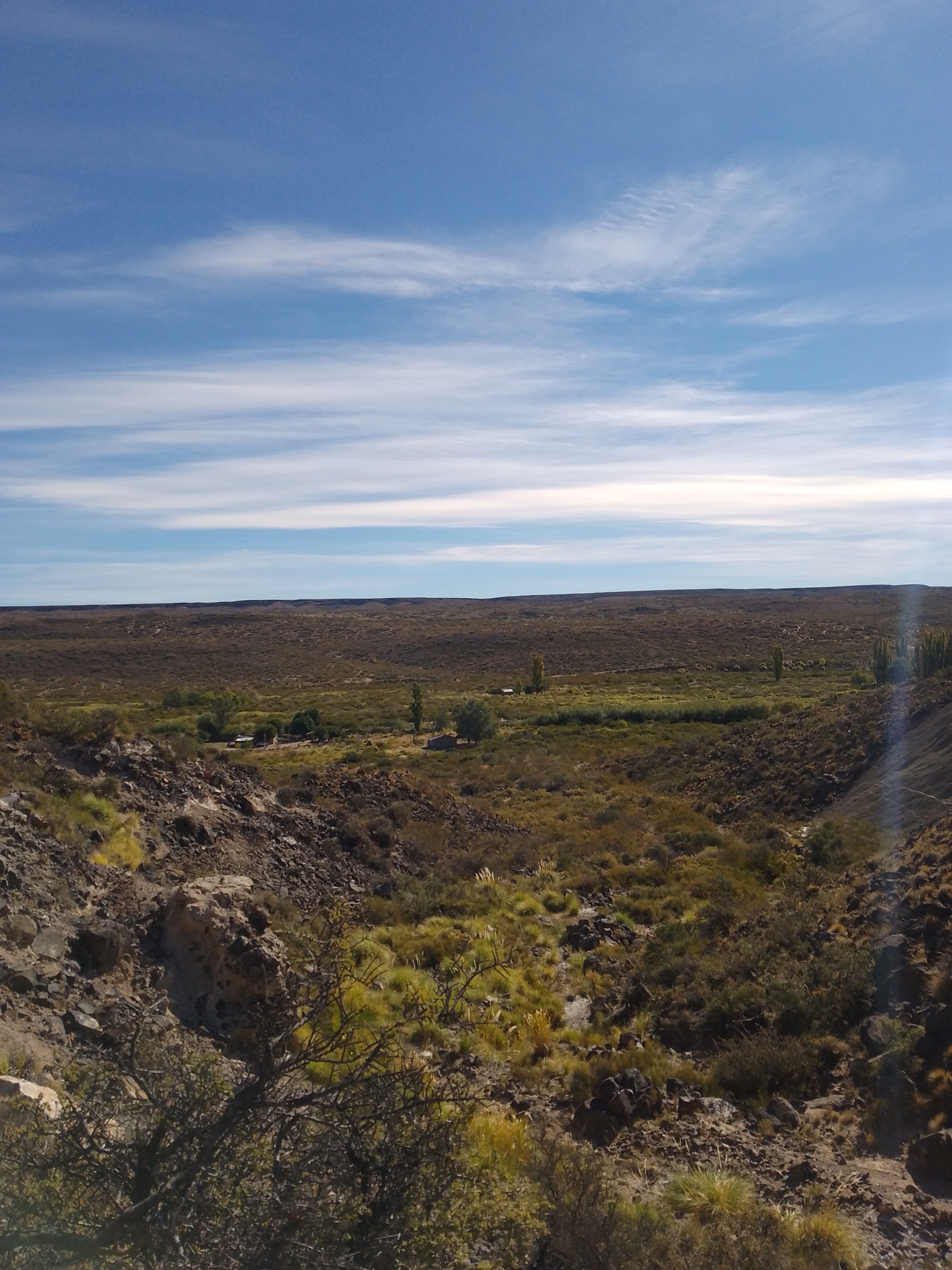
Paraje de Yaminué, Río Negro, Argentina.

Paraje es un término que se utiliza en las poblaciones de habla hispana para denominar un punto geográfico de una provincia o estado que puede estar habitado o no, y que generalmente cuenta con pobladores dispersos en un área rural.
Un paraje puede ser simplemente una zona determinada en el camino de los viajeros o turistas. Los parajes normalmente están separados entre sí por distancias que varían según la geografía del lugar, y mayoritariamente cuentan con abundante agua para las personas que allí habitan.
Los censos consideran a los parajes por la dispersión poblacional de un estado y son tenidos en cuenta a la hora de llevarse a cabo el relevamiento censal.

## Justicia
La jurisprudencia dictada por el Poder Judicial de la Federación de los Estados Unidos Mexicanos considera, en la tesis aislada dictada por el Segundo Tribunal Colegiado en materia Penal del Sexto Circuito, al término para definir el delito de asalto:

Para que exista el delito de asalto se requiere, entre otros elementos, que los hechos se realicen “en despoblado” o “en paraje solitario”, entendiéndose este último como el lugar situado en poblado o despoblado, pero que por la hora en que los hechos acontecen, el sujeto pasivo se encuentra imposibilitado para pedir auxilio y obtenerlo, por ausencia de personas.

## Similares
- Vereda (Colombia)